# NGC 184
NGC 184 este o galaxie lenticulară, posibil spirală, situată în constelația Andromeda. A fost descoperită în 6 octombrie 1883 de către Édouard Stephan.